# Simon Dunn
Simon Dunn (Goulburn, 27 de julio de 1987-Sídney, 21 de enero de 2023) fue un jugador de rugby y bobsleigh australiano. Criado en Wollongong, fue el primer hombre abiertamente gay en representar a cualquier país en el deporte del bobsleigh, pero luego se retiró en 2016. Después de varios años en Londres, vivió en Sídney y jugó al rugby antes de su muerte.

## Carrera deportiva
Dunn creció jugando en la Rugby league al sur de Sídney, en Wollongong. Luchando con su propia sexualidad en el deporte, inicialmente renunció cuando salió del armario por primera vez, pero volvió al deporte tras regresar a Sídney desde Canadá, cuando se convirtió en jugador del club de rugby Sydney Convicts. Viajando a Canadá para avanzar en su carrera como jugador, mientras trabajaba en el gimnasio del Canadian Sports Institute, Dunn tuvo la oportunidad de integrar el equipo australiano de bobsleigh. Al ser parte de este equipo y representar a su país, se convirtió en el primer hombre gay en representar a cualquier país en dicho deporte. Era el guardafrenos de Lucas Mata. En noviembre de 2016 anunció su retirada del bobsleigh. Luego jugó al rugby en Londres con los Kings Cross Steelers. Dunn también fue nominado y preseleccionado para la Personalidad Deportiva del Año de los Premios LGBTI de Australia, tanto en 2018 como en 2019. Dunn contribuyó como columnista en las ediciones en línea de las revistas Attitude, Gay Times y DNA, y más recientemente había sido columnista en GuysLikeU y Gays with Kids.
En 2020, Simon hizo su debut como actor principal en el video musical de Greg Gould e Inaya Day para el sencillo Love Like This. El video fue parte del Global Pride 2020.
En julio de 2021, Dunn anunció su regreso al bobsleigh y su intención de representar a Australia en los Juegos Olímpicos de Invierno de 2022 en Pekín. Comenzó a entrenar con el equipo australiano en septiembre de 2021, compitiendo en eventos de dos y cuatro hombres en Whistler, pero sufrió una rotura de bíceps durante su segunda carrera de cuatro hombres de la temporada en Whistler, lo que requirió su regreso a Australia para su tratamiento. En una entrevista afirmó que el tiempo de lesión y rehabilitación "hace que [sus] posibilidades sean muy escasas" para competir en los Juegos Olímpicos de 2022.

## Activismo
Después de su retiro inicial del equipo australiano de bobsleigh, Dunn comenzó a concentrarse en las causas sociales importantes para él, en particular las que afectan a la comunidad LGBTIQ, la homofobia en el deporte y el VIH/SIDA. Mientras estaba en Londres, Dunn apareció en Sky News para debatir los comentarios hechos por el jugador de rugby profesional Israel Folau, siendo también el rostro de una campaña nacional de pruebas de VIH con la organización benéfica Terrence Higgins Trust, junto con pruebas de VIH en vivo en línea.
Tras su regreso a Sídney, Dunn continuó con este trabajo y fue anunciado como embajador del Día GiveOUT, cuyo objetivo es ayudar a los proyectos y grupos comunitarios LGBTIQ+. En 2020, Dunn también se convirtió en embajador de la Fundación Bobby Goldsmith, que es la organización benéfica contra el VIH más antigua de Australia.

## En los medios
Dunn atrajo a una gran cantidad de seguidores en las redes sociales y, en julio de 2015 creó un canal de YouTube. Siendo notado y presentado en BuzzFeed, Dunn apareció en el Naked Issue de la revista Attitude. Con su popularidad entre los lectores, también fue votado más tarde para el número 1 de la lista anual Hot 100 de la revista. Desde principios de 2016, Dunn había aparecido en cientos de publicaciones de medios, incluidos medios impresos, en línea, radio y televisión. Dunn también apareció en la portada de varias revistas de medios impresos en todo el mundo.
En 2020 apareció en el documental Steelers: The World's First Gay Rugby Club de Eammon Ashton-Atkinson, junto a Steve Brockman y Nic Evans.

## Fallecimiento
Dunn fue encontrado muerto en su apartamento de Surry Hills el 21 de enero de 2023, y la policía no trató su muerte como sospechosa. Tenía 35 años.